# Aros (dagstidning)
Aros, Tidning för Westerås Stad och Län utgiven från 18 oktober 1865 till 9 september 1869.

## Historik
Redaktionsort för tidningen var Västerås. Utgivningsbevis för tidningen utfärdades för bruksägaren, filosofie doktor Jonas Gustaf Wahlström den 18 september 1865 , därefter för litteratören Karl G. Hemgren den 9 oktober 1868 och studeranden P. Albert V. Gullbergson den 12 april 1869. Dessa tre har också varit tidningens redaktörer. Bland medarbetarna fanns sedermera landshövdingen Curry Treffenberg och Thekla Knös som i tidningen 1866 publicerade Uppsalabrev under titeln: Lyktgubbar från Fyrisvall.
Tidningen tryckts hos Tryckeri-Aktiebolaget från 1865 till 30 september 1868 och sedan hos  J. W. Sjöqvist från den 3 oktober 1868 till 30 september 1869 Tidningen använde både fraktur och antikva som typsnitt.. Tidningen var tvådagars med utgivning onsdag och lördag 1865 till 1868. Den 5 januari 1869 ändrades utgivningen till tisdag och fredag. Tidningen hade 4 sidor imed 4 spalter i halvstort format till 5 december 1868. S edan får sidorna 5 spalter på satsytan 42,4 x 30 cm. Prenumerationkostade 2 riksdaler riksmynt 1865 och därefter 7 riksdaler riksmynt.
I svenskt biografiskt lexikon i artikeln Daniel Olauson skildras bildandet av tidningen Aros som konkurrent till Vestmanlands Läns Tidning(VLT). Tidningen Aros kapital kom från biskopen, landshövdingen och landssekreteraren, med Treffenberg som sammanhållande person. Olausson kritik i VLT bemöttes från insändarplats . Tidningen blev slutet för Daniel Olaussons journalistbana. Treffenberg blev sedan hans efterträdare i riksdagen. Aros upphörde, när VLT på 1870-talet blev en mer konservativ tidning.